# Líšnice (okres Šumperk)
Obec Líšnice (německy Lexen) se nachází v okrese Šumperk v Olomouckém kraji. Žije zde 425 obyvatel. Obec se skládá ze dvou částí, vlastní Líšnice a Vyšehorek.

## Historie

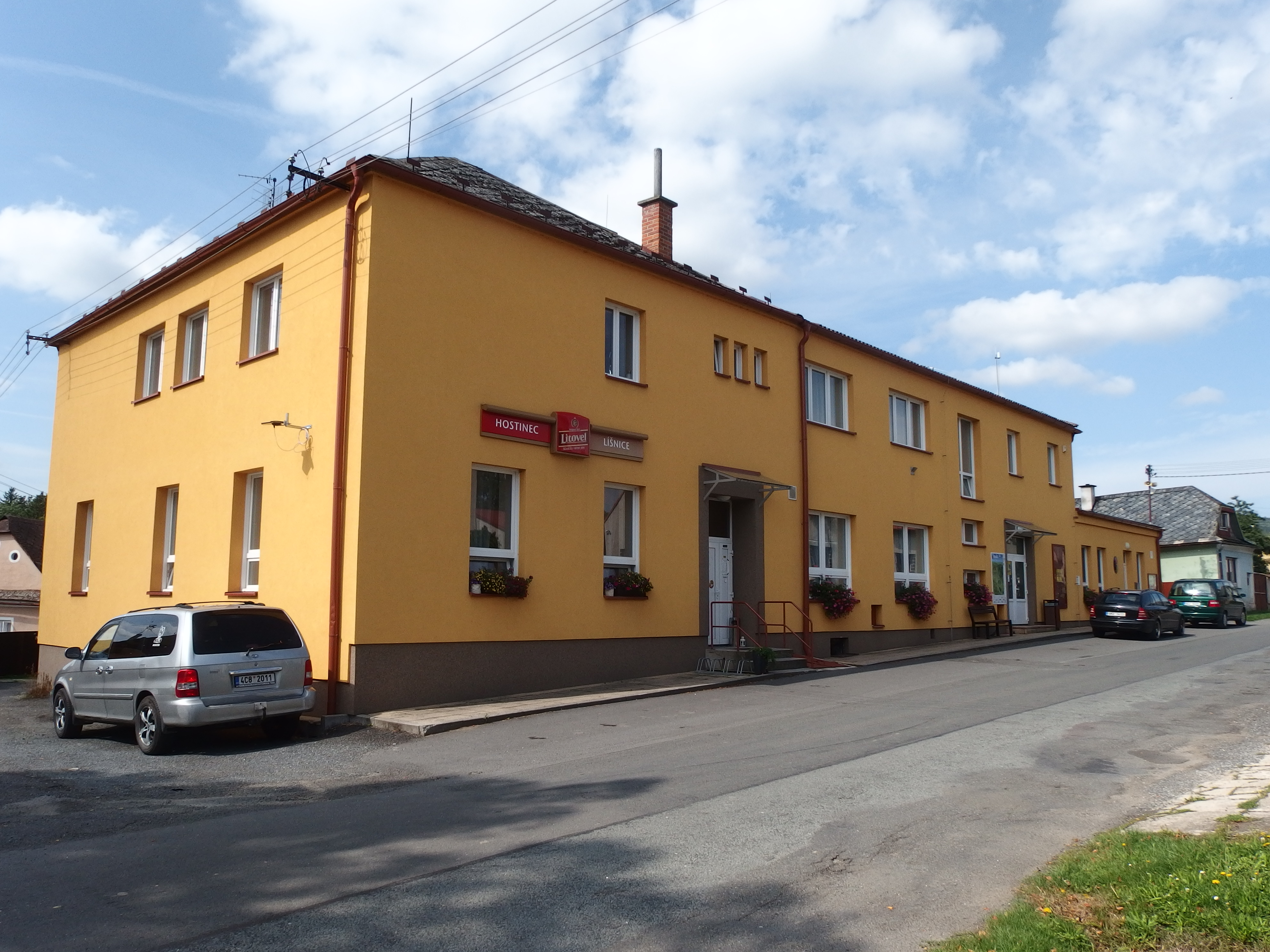
Hostinec a obecní úřad

### Nejstarší dějiny
První písemná zmínka o Líšnici se objevila v zemských deskách z roku 1348, jako majitel vsi je zapsán Boček z Kunštátu, který se píše po Líšnici. Už z roku 1418 pocházejí zprávy o městském právu Líšnice. V té době byla majetkem Heralta z Kunštátu, strýčka a poručníka Jiřího z Poděbrad. Heralt byl však v roce 1444 popraven a Jiří z Poděbrad se naopak stal poručníkem majetku jeho potomků. Celý kraj v roce 1468 doplatil na válku mezi Jiřím a uherským králem Matyášem Korvínem. Uherské vojsko tehdy koncem roku doslova zpustošilo líšnické, vranovské i bouzovské panství.
V roce 1545 získala obec „listinu o privilegiích“, která přesně určovala rozsah povinných robot. O sto let později byla Líšnice připojena ke statku panství Žádlovice. Tou dobou musela vesnice odvádět mohelnické faře desátek ve výši jednadvaceti korců žita a ovsa. Roku 1684 vznikla obecní pečeť se lvem, nápis na ní zní: „PECZET OBCE LESSEN(s)KE“. Osada Paseky byla založena v roce 1750. Roku 1758 táhl krajem skrz Loštice ke Konici generál Laudon, po něm se objevil generál Janus, který se se svým vojskem ohradil na stráních obce Vyšehoří. Pruským vojskem byla obsazena a vypleněna též Líšnice. Obec i se Žádlovicemi koupil Jan Křtitel Mitrovský z Mitrovic, pravděpodobně v roce 1817 byla postavena líšnická kaple. Takový byl alespoň letopočet vyvedený v omítce dnes již zbořené kapličky. Velká pohroma potkala Líšnici v roce 1846. Na Svatého ducha lehla popelem po úmyslně založeném požáru skoro celá obec. Vyhořela i kaple, zvon se roztavil a zničen byl i hodinový stroj. Celkem tři týdny bydleli v roce 1866 v časech prusko-rakouské války po domech v Líšnici Prušáci, zatímco místní mladíci byli odváděni do armády. Nutno připomenout, že ubytovaní vojáci za všechno, co dostali, zaplatili.
V roce 1890 byla v obci zřízena škola. O pět let později založili místní muži sbor dobrovolných hasičů. Prvním velitelem byl důlmistr grafitových dolů Karel Blaschczik, od firmy Smékal byla za 1200 zlatých zakoupena stříkačka. V posledním roce 19. století byla postavena nová školní budova, v jejímž sklepení bylo také místo pro hasičskou stříkačku. Za dalších 1200 zlatých byla v roce 1912 zbudována věž na sušení hadic.

### 20. století
Od roku 1913 mohli líšničtí chodit a jezdit po nové okresní silnici z Líšnice do Loštic, vedla od křižovatky až k mostu u vápenky. Žádlovický hrabě Viktor Dubský z Třebomyslic zemřel roku 1915. První žárovka se v Líšnici rozsvítila 1. října 1918, v obci bylo založeno elektrické družstvo. Za dva roky mohli lidé ochutnat také vlastní kořalku, když byla za účelem pálení slivovice ustanovena Palírenská společnost (Brennereigenossenschaft). Sčítání lidu z prvního prosince 1930 zjistilo, že v Líšnici žije 402 obyvatel, z toho bylo třináct Čechů. Značně si polepšili místní hasiči, kterým obec koupila motorovou stříkačku. Vyráběla ji firma Fritsch a přišla na 15 000 korun. Stříkačku poháněl dvoutaktní motor, na její převoz byl zakoupen automobil Mercedes-Benz. V roce 1936 postavil v obci spolek válečných veteránů pomník padlým z první světové války a 10. října 1938, o pouhé dva roky později, vstoupila do Líšnice německá armáda. Rok 1939 zahájil místní kronikář zápisem „Heil Hitler!“, vůdcem vesnické organizace NSDAP byl Johann Reif. V roce 1941 chodilo do líšnické školy 66 žáků, na jaře toho roku byl pro válečné účely zrekvírován zvon z kapličky.
Odsun Němců začal rok po skončení druhé světové války. Líšnici osídlili lidé ze severomoravských obcí a repatrianti z Volyně. Jednotné zemědělské družstvo bylo založeno už v roce 1949, ovšem s nevalným úspěchem. Po pěti letech se rozpadlo a znovu bylo obnoveno až v roce 1958. V roce 1961 byl dostavěn nový kravín za 700 000 Kčs. Víceúčelový dům (národní výbor, kulturní dům a pohostinství) byl otevřen roku 1975. Od 1. ledna 1985 se Líšnice a Vyšehorky staly součástí města Mohelnice, samostatnost opět získaly k 24. listopadu 1990 a od té doby vystupují opět jako dvojobec (pod názvem Líšnice) se samostatnou právní subjektivitou. V roce 2000 byl slavnostně vysvěcen prapor obce.

### Vyšehorky
Obec s původním českým názvem Vyšehoří se ponejprv objevuje roku 1369, kdy nařídili bratři Bedřich a Smil z Kunštátu Lešanům, aby odevzdali každoročně k vyšehorskému kostelu čtyři hřivny, kterými začala kostel podporovat jejich matka Anna. V 16. století bylo Vyšehoří převážně české, ovšem po skočení třicetileté války zůstala vesnice pustá a postupně ji osídlovali němečtí obyvatelé. Z té doby také pochází název Allerheiligen. Roku 1896 došlo k administrativnímu spojení s Podolím a v roce 1949 bylo nařízeno přejmenování na Vyšehorky s odůvodněním, že dochází k častým záměnám s obcí Vyšehoří u Bludova. Dominantou Vyšehorek je kostel, který pochází ze 14. století. Dne 8. června 1957 byl kostel zasažen bleskem a vyhořel. Počátkem sedmdesátých let byla dřevěná část kostela podle starých fotografií a vyobrazení obnovena. Administrativní spojení Vyšehorek s Líšnicí proběhlo v roce 1960.

## Kulturní památky
V katastru obce jsou evidovány tyto kulturní památky:
- Zbytky středověké tvrze (hradu) Líšnice – v lese nad obcí; tvrz zmiňována v roce 1348
- Kostel Všech svatých ve Vyšehorkách
- Pomník obětem války ve Vyšehorkách
- Kamenný kříž mezi obcemi Líšnice a Vyšehorky z roku 1884.
- Kaplička (u čp. 72 při silnici na začátku obce) – drobná lidová architektura z poloviny 19. století
- Milníky (dva, před vsí a za vsí) – doklad původního historického značení cest z poloviny 19. století

## Galerie

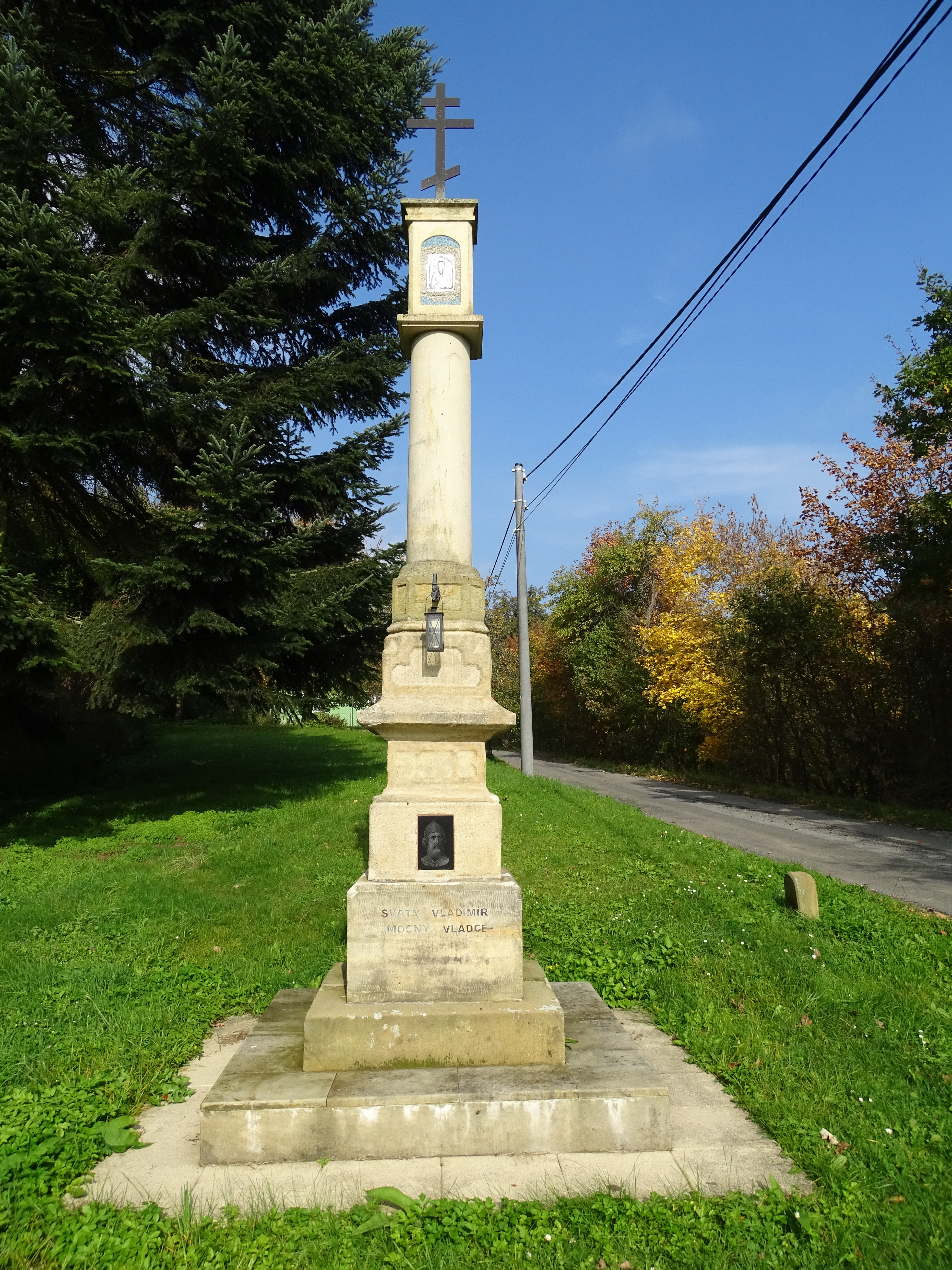
Kamenný sloup sv. Vladimíra
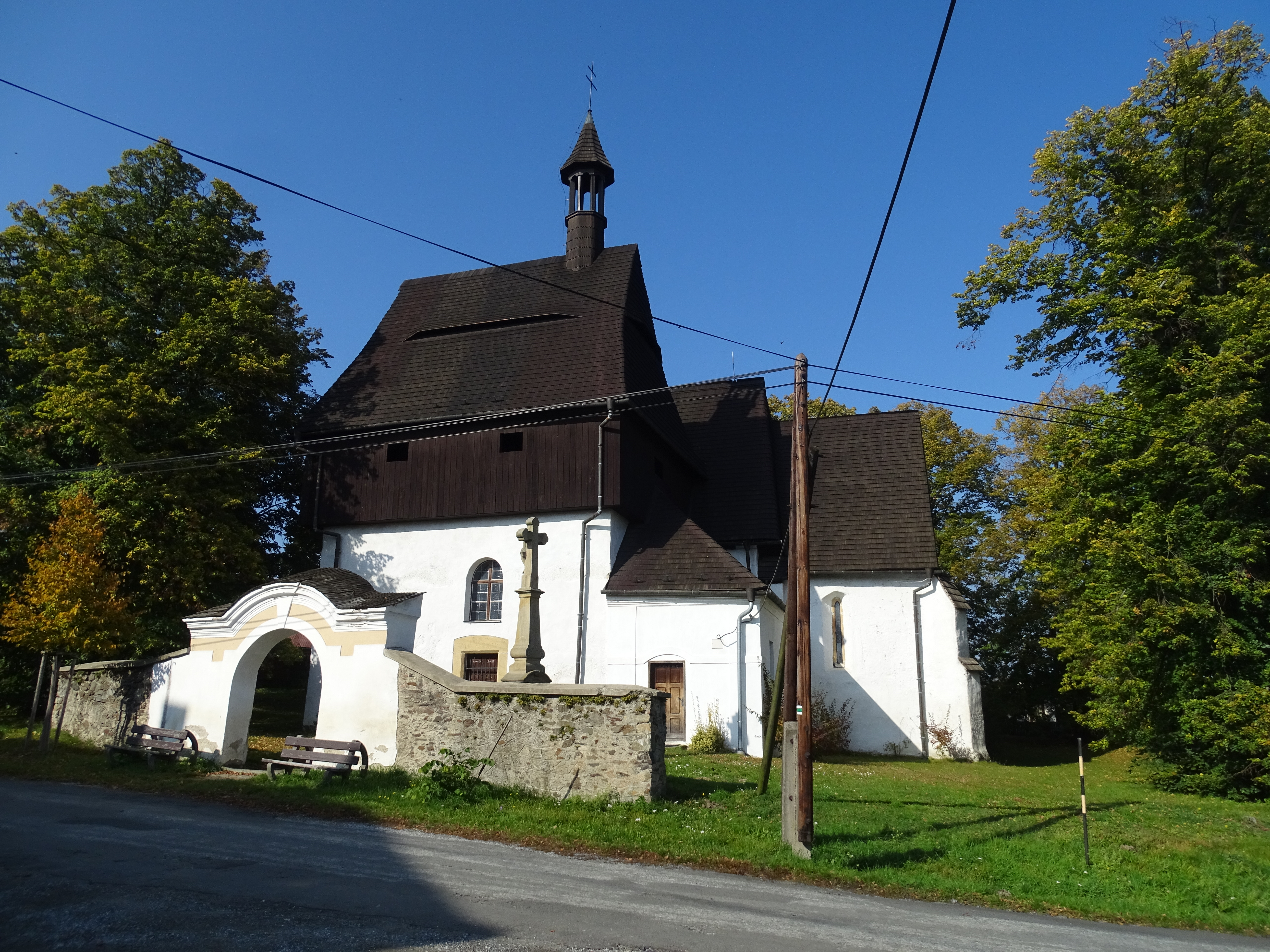
Kostel Všech svatých ve Vyšehorkách
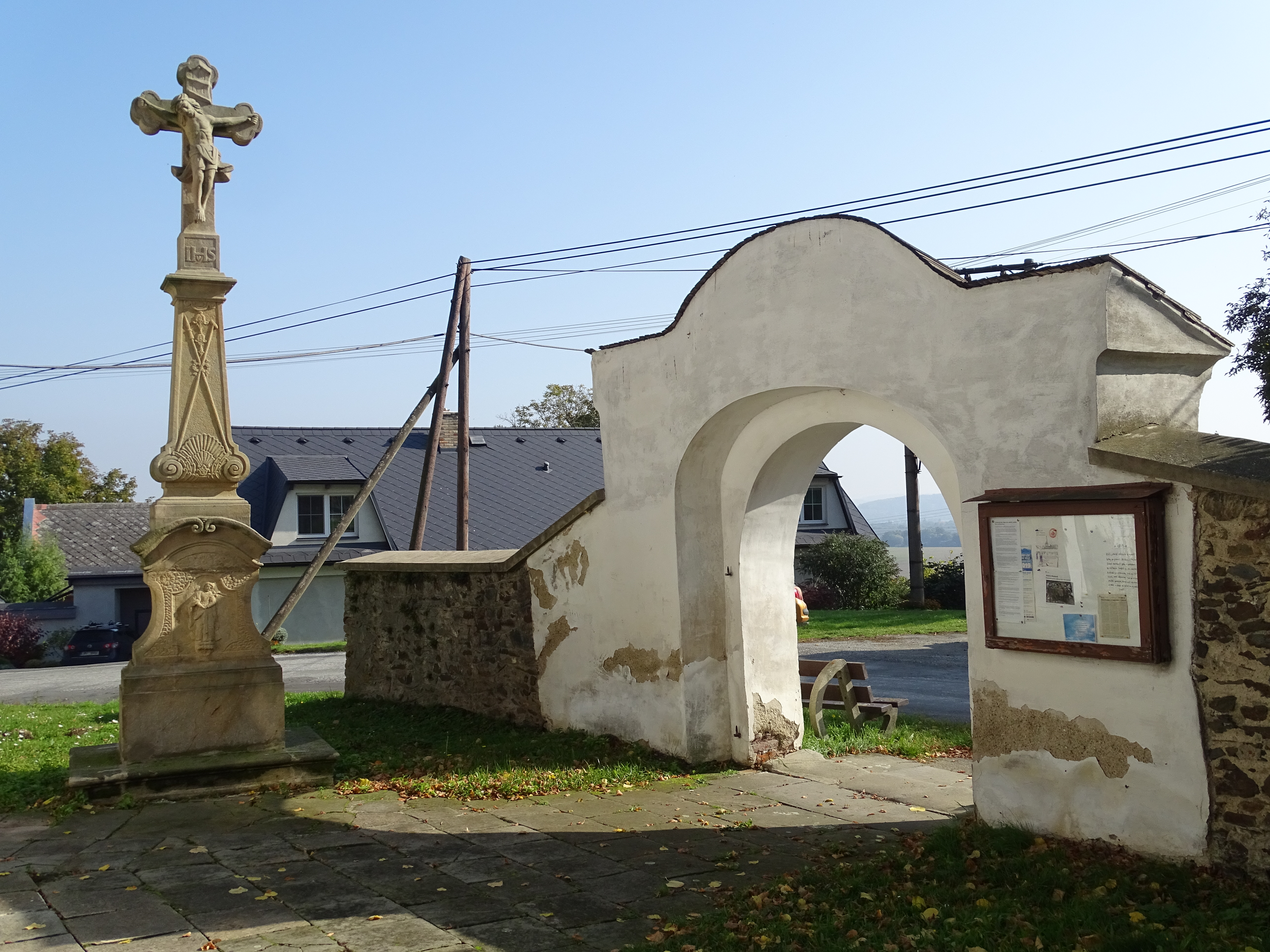
Vstupní brána ke kostelu Všech svatých ve Vyšehorkách
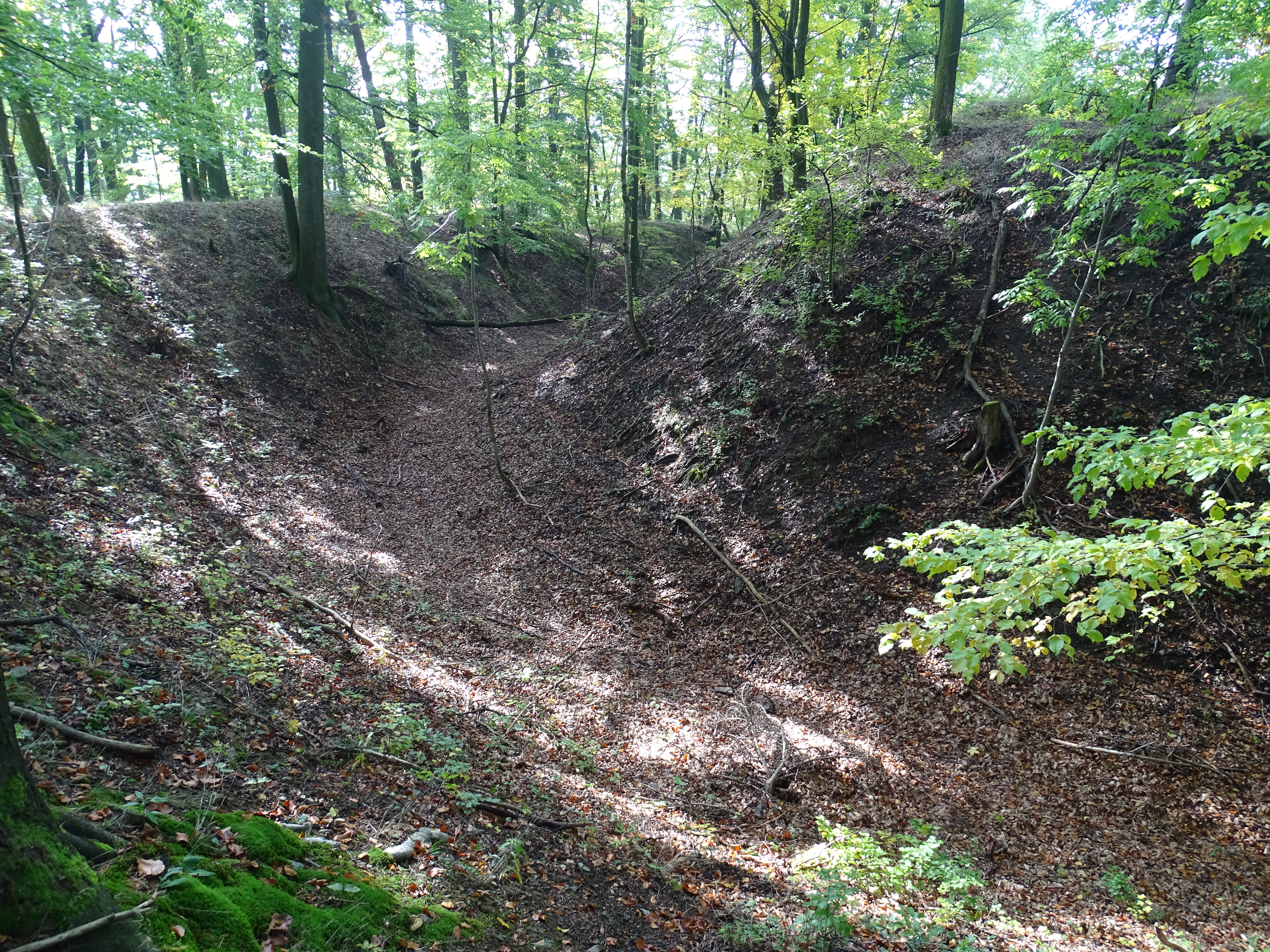
Valy bývalé tvrze Líšnice
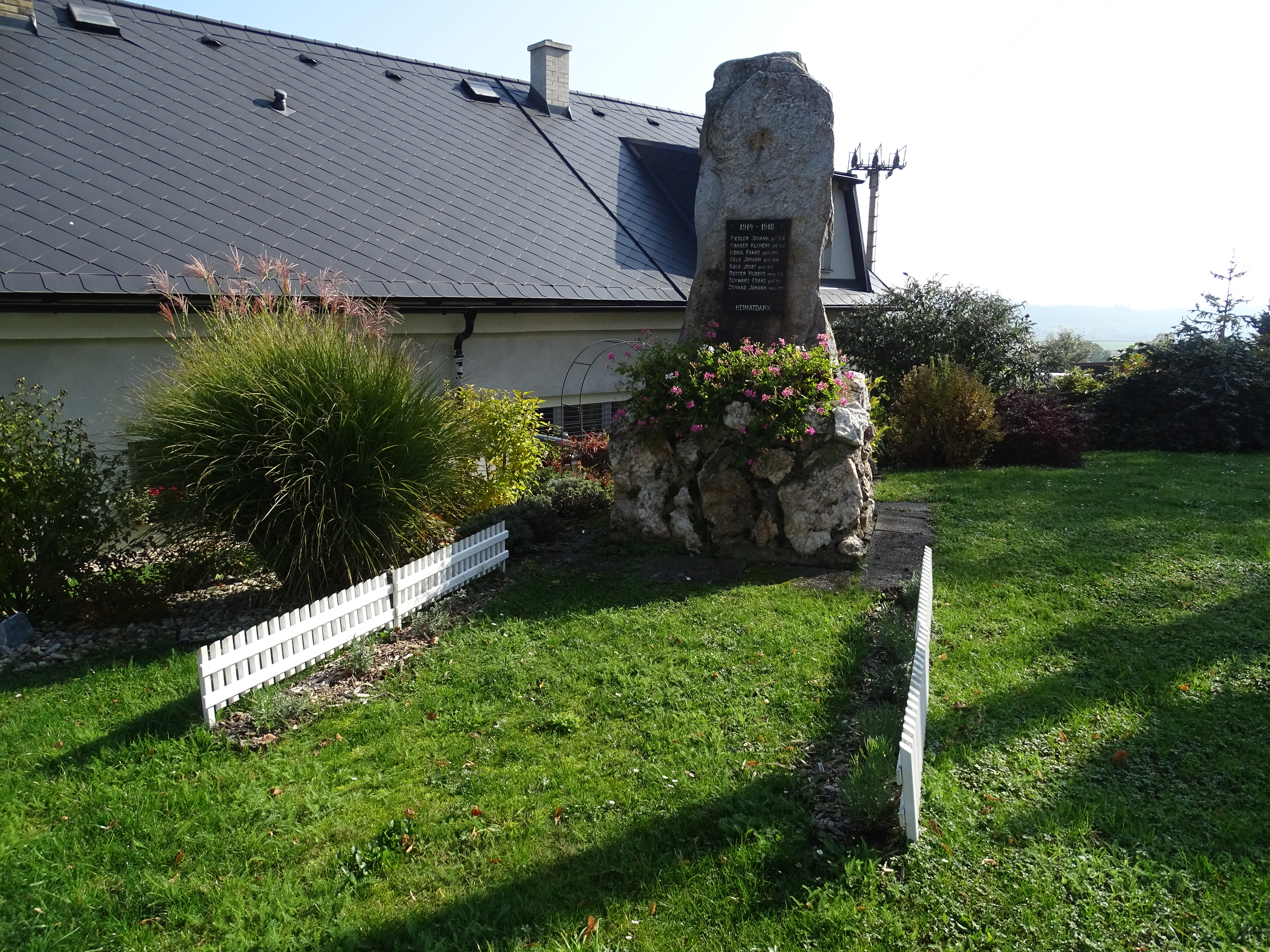
Pomník obětem války ve Vyšehorkách
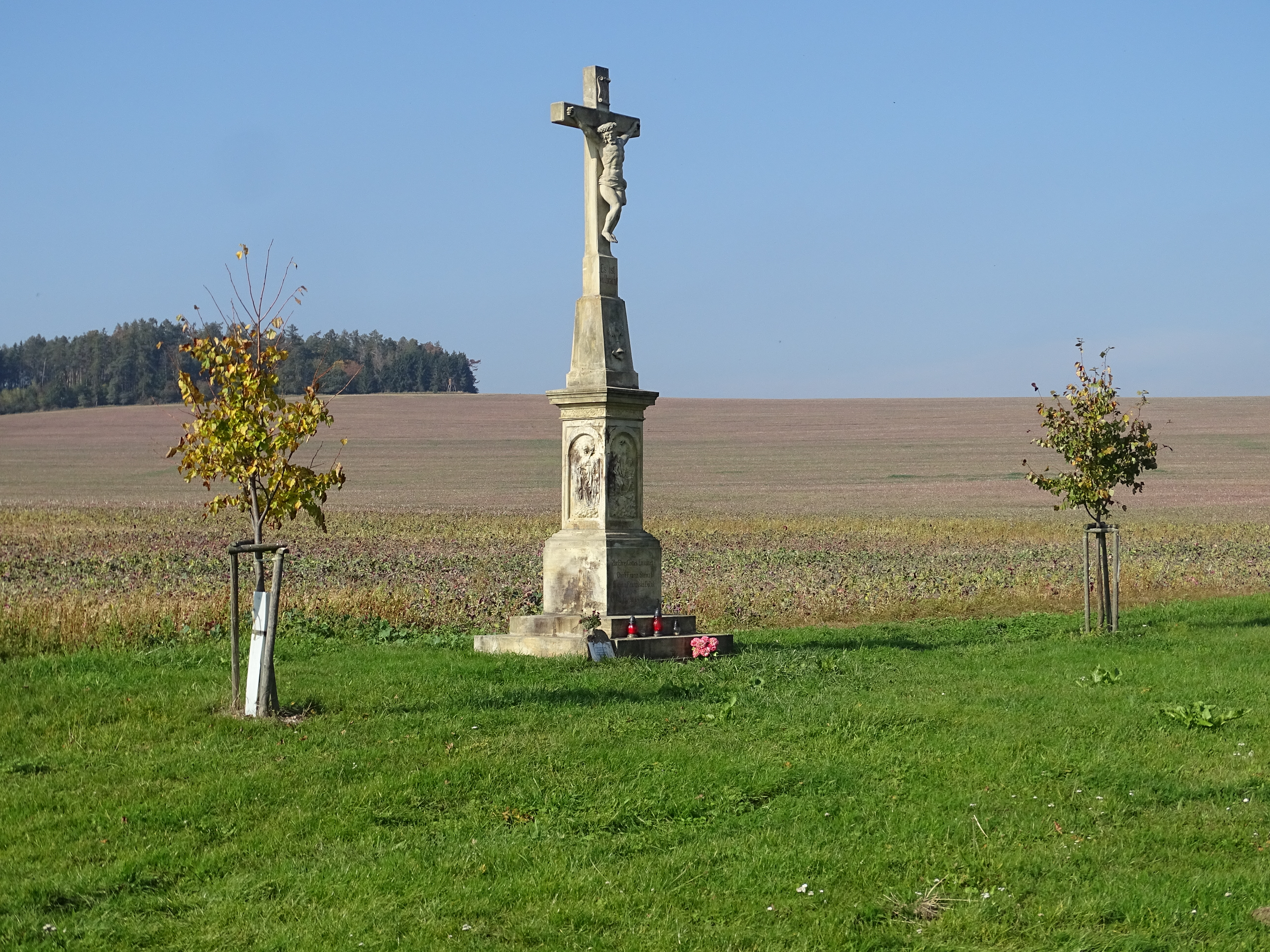
Kamenný kříž mezi obcemi Líšnice a Vyšehorky z roku 1884
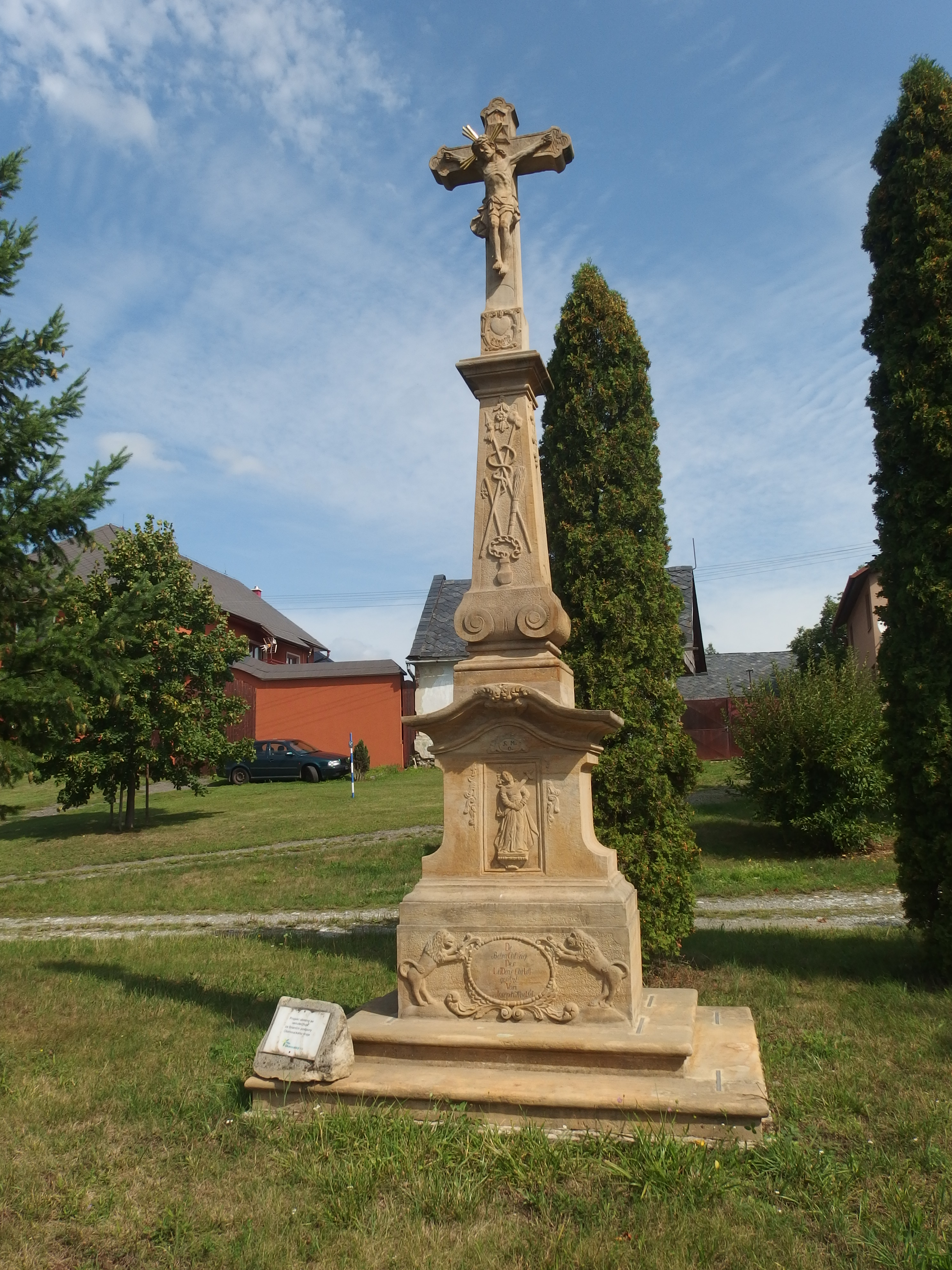
Kříž na návsi s německým chronogramem
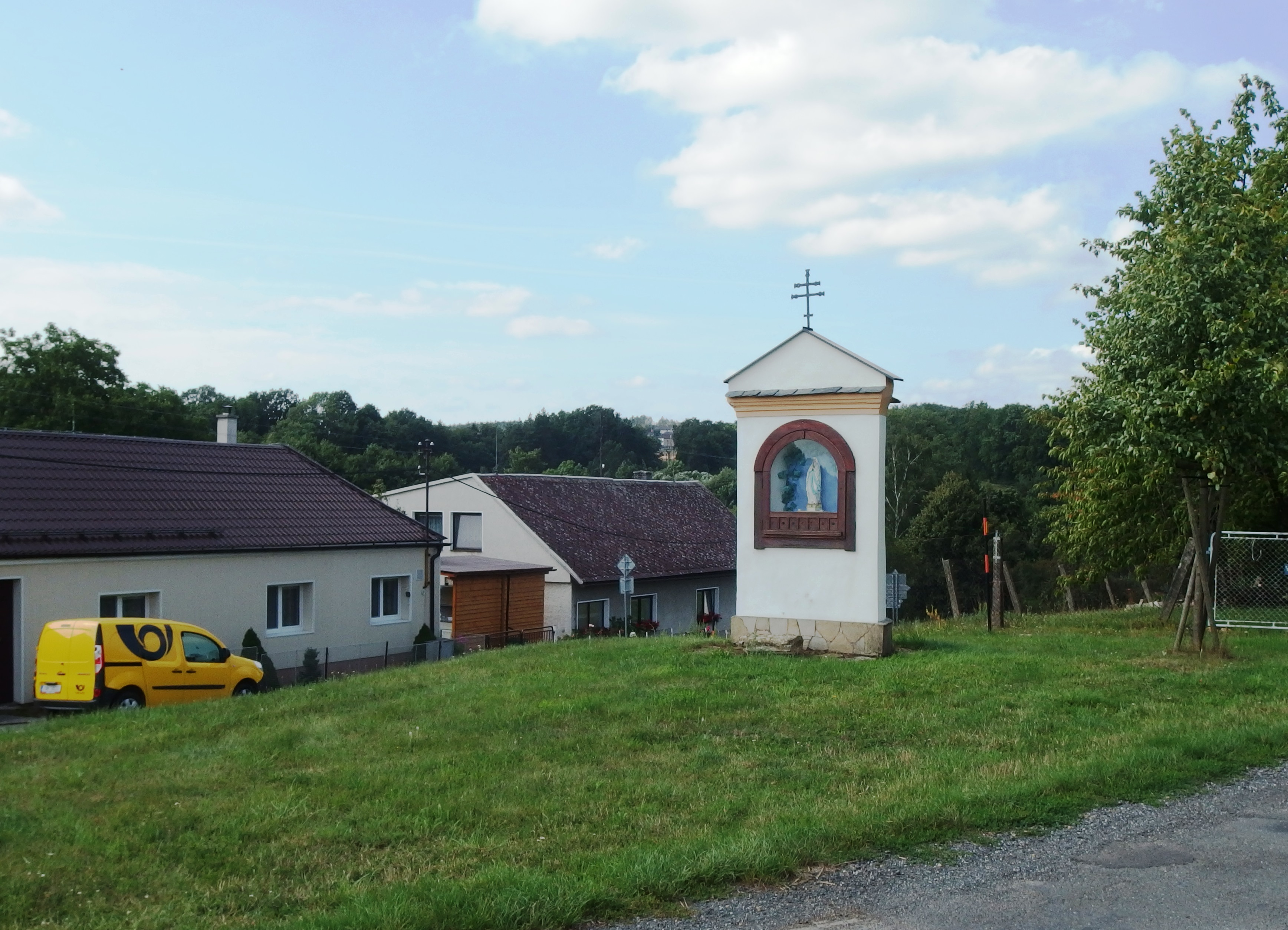
Výklenková kaplička
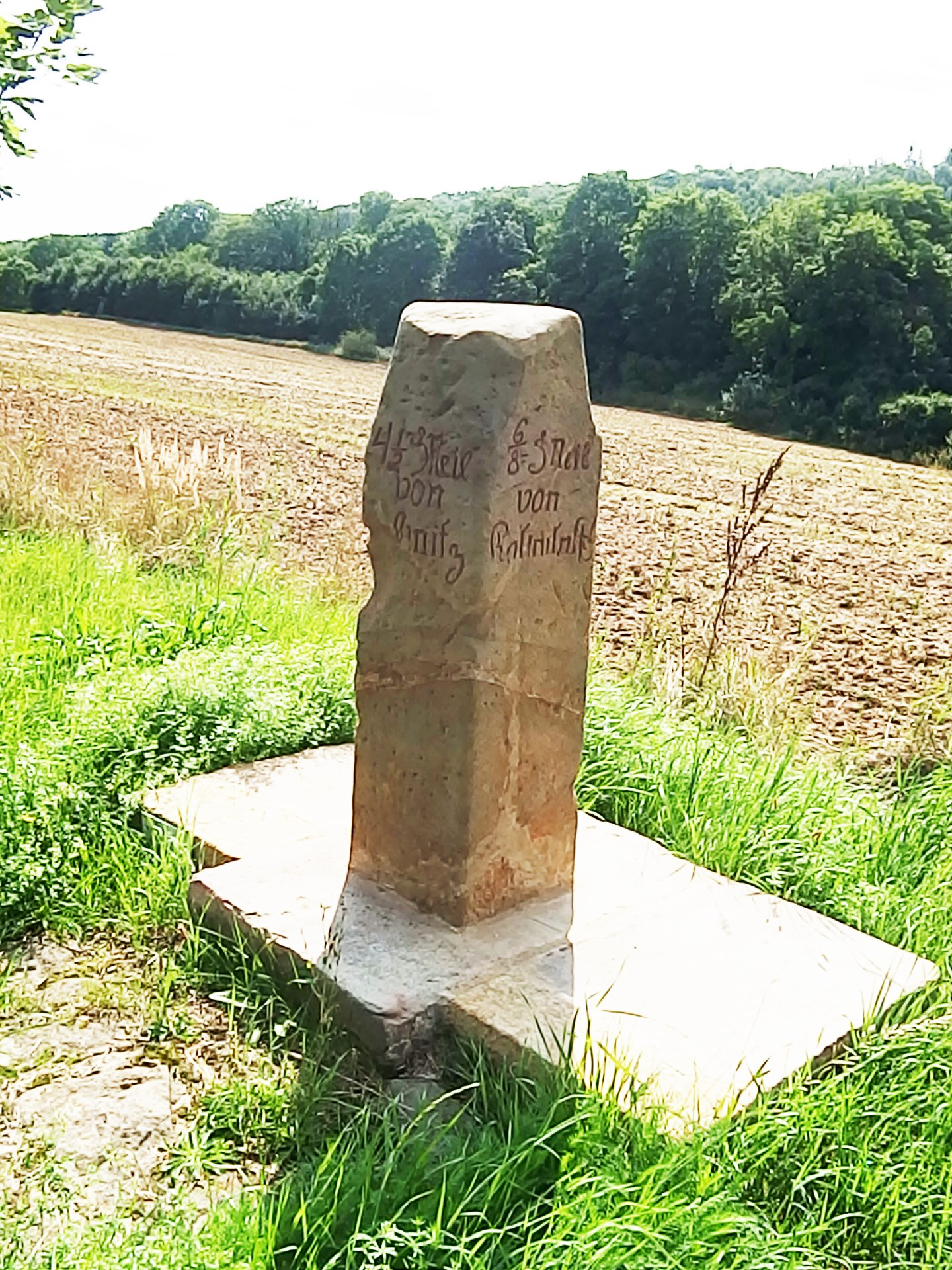
Historický milník při silnici do Loštic
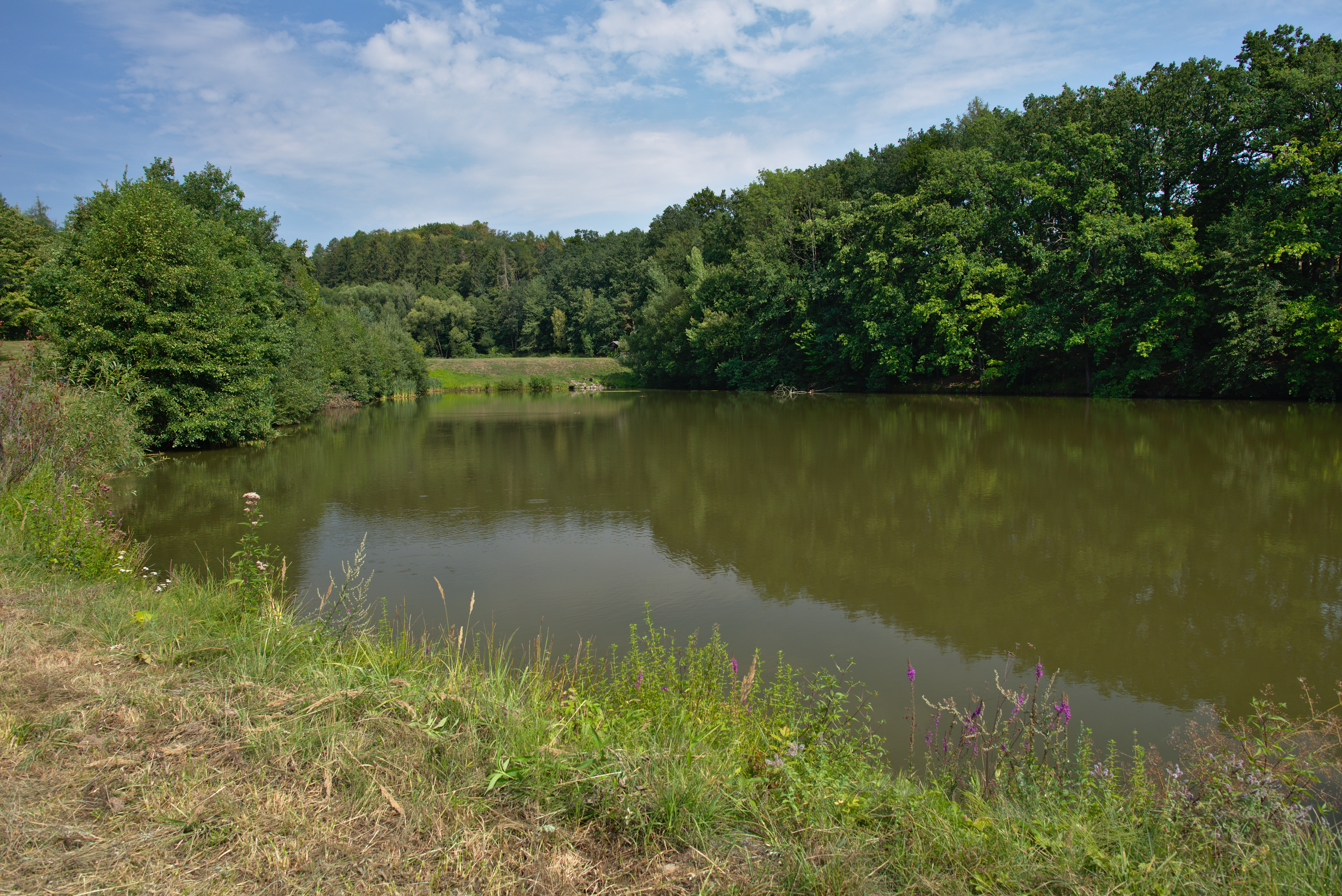
Dolní Líšnický rybník